# Vernederlandsing
Onder vernederlandsing of vernederlandsen wordt het proces van taal- en cultuurassimilatie verstaan, waarbij oorspronkelijk niet-Nederlandstaligen of oorspronkelijk niet-Nederlandstalige gebieden of instituties overgaan op het Nederlands. Het kan hierbij om minderheden of meerderheden gaan. In de context van de taalstrijd in België wordt ook wel gesproken van vervlaamsing, bijvoorbeeld de 'vervlaamsing' van de Universiteit Gent en de Katholieke Universiteit Leuven ("Leuven Vlaams").
De term vernederlandsen kan verder ook slaan op het omzetten van oorspronkelijk anderstalige woorden naar het Nederlands.

## Nederland

### Nedersaksisch
Een duidelijk voorbeeld hiervan is het gebied in Nederland waar oorspronkelijk Nedersaksisch werd gesproken, op de Veluwe en ten oosten van de IJssel. Het Nederlands heeft daar in de loop der tijd steeds meer de oorspronkelijke taal vervangen en verdrongen. Dit proces is nog steeds gaande. Sprekers van alleen het Nedersaksisch zijn nog wel te vinden, maar ze zijn meestal bejaard en worden zeldzaam. Tweetalige gezinnen, Nedersaksisch thuis en Nederlands op school en in (een deel van) het openbare leven, zijn er nog genoeg, maar hun aantal loopt wel terug. Een aanzienlijk aantal oorspronkelijke sprekers van de streektaal kiest ervoor om hun kinderen volledig Nederlandstalig op te voeden. Een belangrijk argument daarvoor is dat men denkt dat de kinderen dan binnen het Nederlandstalige schoolsysteem betere kansen krijgt en met minder vooroordelen te maken heeft.

### Fries

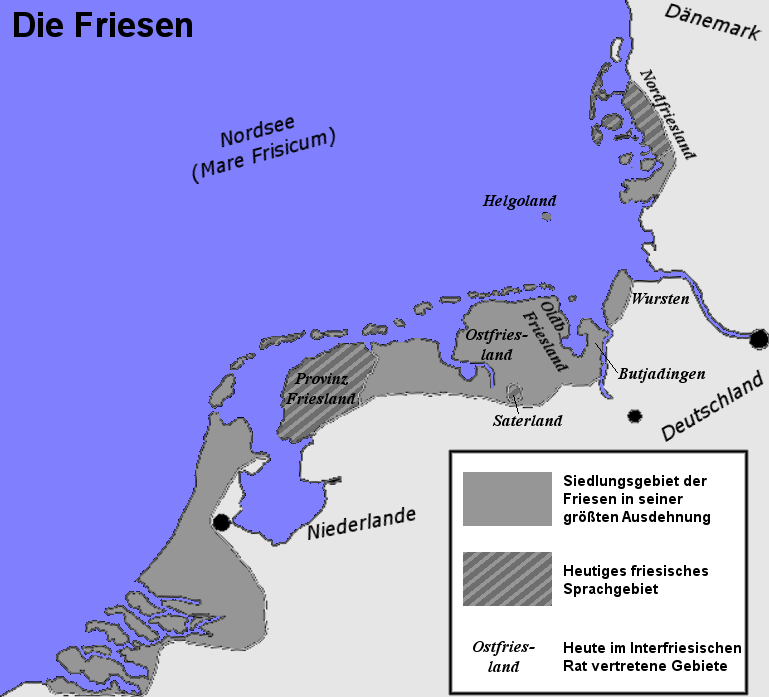
Oorspronkelijke en huidige geografische verspreiding van de Friese talen

Binnen het oorspronkelijk Friese taalgebied is er ook sprake van een bepaalde mate van vernederlandsing, in die zin dat er steeds meer mensen tweetalig worden. Het behoud van de Friese taal is echter geborgd in het erkennen daarvan door de overheid als een autochtone minderheidstaal en een bepaalde standaardisering, in tegenstelling tot het Nedersaksisch.
Voornamelijk door migratie van Friestaligen van het platteland naar de niet-Friessprekende steden en de immigratie van Nederlandstaligen van buiten de provincie naar het Friese platteland, is het percentage inwoners van Friesland dat het Fries als huistaal hanteerde tussen de jaren 1950 en begin jaren 1980 van 71% afgenomen tot 59%. De Friese taal zelf raakte ook verder vernederlandst.
Uit onderzoek van taalwetenschapper Geert Driessen (Radboud Universiteit Nijmegen) uit 2016 bleek dat het percentage Friese sprekers gestaag afnam tussen 1994 en 2014, ten gunste van het Nederlands. In die periode liep het aandeel Friessprekende kinderen binnen het gezin terug van 48% naar 32% en buiten het gezin van 44% naar 22%. Het percentage ouders dat onderling Fries sprak, zakte van 58% naar 35%. Volgens Driessen is er 'over twee generaties weinig meer van over', omdat men niet meer het Fries zal kunnen lezen en vooral schrijven. Het Nederlands zou het nog een paar generaties langer uithouden dan het Fries, maar Driessen dacht dat 'alles naar het Engels gaat.'

## België

### Taalwetgeving
Vernederlandsing of vervlaamsing wordt in België ook gebruikt om de (her)invoering van de Nederlandse taal in bestuurszaken, onderwijs en het leger aan te duiden. Alhoewel de in 1831 aangenomen Belgische Grondwet taalvrijheid waarborgde, was de officiële taal in het gehele land gedurende lange tijd de facto het Frans. Een reeks taalwetten maakte hier een einde aan en regelde dat het officiële taalgebruik overeen diende te komen met de taalgebieden waarin deze werd gebezigd. Deze taalwetten zijn onder meer:
- Taalwet gerechtszaken (15 juni 1935)
- Taalwet onderwijs (30 juli 1963)
- Taalwet bestuurszaken (18 juli 1966)

Bekende gebeurtenissen zijn de vernederlandsing van de universiteiten van Gent en van Leuven ("Leuven Vlaams").

### Taalgrens
In de Voerstreek vindt tegenwoordig opnieuw een gedeeltelijke vernederlandsing plaats na een jarenlange verfransing van het gebied. In de gemeente Voeren bijvoorbeeld is het percentage stemmen op een Nederlandstalige lijst toegenomen van 37% in 1976 tot 63% in 2018.
In enkele Waalse gemeenten aan de taalgrens doet zich een vernederlandsing voor doordat veel Vlamingen naar Wallonië uitwijken wegens de goedkope bouwgrond aldaar. Tevens spreken steeds meer Waalse jongeren, voornamelijk in de Vlaamse Rand rondom Brussel, Nederlands omdat dit hun kansen op de arbeidsmarkt gunstig beïnvloedt.

## Verenigd Koninkrijk der Nederlanden

Verenigd Koninkrijk der Nederlanden

Tijdens het Verenigd Koninkrijk der Nederlanden (1813/5–1830) poogde de regering van koning Willem I der Nederlanden de positie van het Nederlands in het Zuiden geleidelijk te versterken, aanvankelijk zonder dwangmaatregelen, later met gefaseerde wetgeving. Nadat Willem I op 1 augustus 1814 gouverneur-generaal van België was geworden en de vereniging met het Soeverein vorstendom der Verenigde Nederlanden begon voor te bereiden, erkende hij per Koninklijk Besluit op 1 oktober 1814 het Nederlands als officiële taal in het Zuiden, hoewel het gebruik ervan nog niet verplicht werd gesteld. Om pragmatische redenen werd er gewacht met het officieel verplicht stellen van het gebruik van het Nederlands in plaats van het Frans in bijvoorbeeld de gerechtshoven in de Nederlandstalige streken van het Zuiden, omdat veel Zuidelijke juristen nog geen goed (juridisch) Nederlands machtig waren. Op 15 september 1819 bepaalde de regering dat bestuur en rechtspraak in de provincies Limburg, Antwerpen, Oost-Vlaanderen en West-Vlaanderen vanaf 1 januari 1823 alleen het Nederlands dienden te hanteren; tot die tijd had men enige vrijheid om zich voor te bereiden. Er bleken voldoende Nederlandssprekende rechters te vinden in het Zuiden en de zuidelijke rechtbanken lijken over het algemeen goed te hebben meegewerkt om deze stap door te voeren. Vooral jonge advocaten hadden echter hun opleiding tijdens de Franse tijd in het Frans genoten en hadden daarom veel moeite met de overstap naar geheel Nederlandstalige rechtspraak, maar hebben zich bijna niet tegen de maatregel verzet. Veel zuidelijke advocaten waren liberaal en rond 1823 vrij positief over de regeringspolitiek in het algemeen.
De regering behaalde het meeste succes met de vernederlandsing van het lager onderwijs, hetgeen slaagde in het gehele Nederlandstalige gebied van het koninkrijk. Het onderwijsstelsel van Willem I bracht de ongeletterdheid in België in vijftien jaar tijd naar schatting van 59% in de Franse tijd terug naar ruim 50% in 1830. Hoewel er wel enige zuidelijke oppositie was tegen het onderwijsbeleid van de regering, was dat niet scherp en effectief. Hoewel de gemeenten die de financiële lasten van de nieuwe schoolorganisatie moesten dragen soms tegenwerkten, was de katholieke geestelijkheid neutraal over de ontwikkelingen, mede omdat de regering met grote voorzichtigheid haar hervormingen doorvoerde en geen pogingen deed om te verhinderen dat de zuidelijke scholen in feite katholiek werden. Het regeringsbeleid vond veel meer weerstand waar het ging om het middelbaar onderwijs, hoewel het conflict daar niet zozeer om taal ging, maar om de tegenstellingen tussen Belgische conservatief-katholieken/geestelijken en Belgische Verlichtingsgezinde antiklerikale liberaal-katholieken. Wat betreft het hoger onderwijs heeft de regering nooit een poging tot vernederlandsing gedaan: de zes universiteiten van het koninkrijk hadden het Latijn als voertaal en dat werkte in de praktijk goed.